# Lithoselatium
Lithoselatium is een geslacht van kreeftachtigen uit de klasse van de Malacostraca (hogere kreeftachtigen).

## Soorten
- Lithoselatium kusu Schubart, Liu & Ng, 2009
- Lithoselatium pulchrum Schubart, Liu & Ng, 2009
- Lithoselatium tantichodoki Promdam & Ng, 2009